# Donja Poljana
Donja Poljana is een plaats in de gemeente Varaždinske Toplice in de Kroatische provincie Varaždin. De plaats telt 477 inwoners (2001).